# Тосканска марка
Тосканската марка (Marca di Tuscia), по-късно известна и като Маркграфство Тоскана, е административно деление, съществувало от 797 г. до епохата на комуните, на Италианското кралство. Кралството ще бъде интегрирано в Свещената Римска империя, разположена в Централна Италия, включваща голяма част от днешна Тоскана.

## История
След франкското завладяване на Лангобардското кралство Херцогство Тусция е реорганизирано на съдружна основа. Така през 781 г. то е включено заедно с другите бивши лангобардски територии в Regnum Italicorum, поверено на Пипин под опеката на неговия баща Карл ( коронясан за август в коледната нощ на 800 г.). През вековете древното име Тусция постепенно е заменено с новото име Тоскана.

### Каролингска епоха (774 – 843)
По време на каролингския период олигархията на лангобардските херцози на Херцогство Тусция е заменена от франкските графовеː така и в Лука херцог Алон е наследен от граф Вичерам. Вичерам е наследен от Бонифаций I – представител на Баварската династия, чийто най-известен представител е Бонифаций II. Графът, веднага след като встъпва в длъжност, трябва да се изправи пред опасността от сарацинските набези, които през 827 г. достигат Мадзара дел Вало (Сицилия) и окупират Марсала. Стратегията на Бонифаций е много умна, защото вместо да чака още набези, той се насочва към Тунис (Ифрикия) със собствената си флота от пристанището на Пиза и победоносно атакува сарацините. След тази победа традицията гласи, че Бонифаций, отговарящ за защитата на Корсика, нарежда да се построи замъкът в края на острова, което води до името на морския пролив: Бонифачо („Усти на Бонифаций“).
Опасността от мюсюлмански нашествия и необходимостта от трансформиране на curtis в по-продуктивни селскостопански предприятия тласкат второстепенните васали да търсят защитата на по-могъщите графове, благоприятствайки процеса на обединяване на графствата. Така са формирани две големи графства: Южното, съответстващо на Гросетска Марема и дадено като феод на Алдобрандески, и Северното, включващо Пизанска Марема, Лука, Пиза, Луни и Корсика, под управлението на графовете на Лука.
Впоследствие един от най-добре организираните политически центрове на Regnum Italicorum се установява около централното ядро на Лука и Пиза, посочено като херцогство (приемащо името на предишното лангобардско владение Херцогство Тусция) или марка: в документите от 847 г. Адалберт I, наследник на Бонифаций, се споменава като Tutor Corsicae insulae и Marcensis; малко по-късно е споменат като Marchio и властта му се разширява допълнително върху комитетите на Флоренция и Фиезоле. Така процесът на формиране на марката приключва, въпреки че териториите на Арецо, Сиена и Киузи остават извън властта на маркиза на Лука. Марката се отличава и в културен аспект: в Лука графовете откриват „Нотариално училище“, отворено за непрофесионални съдии.

### Следкаролингски период (843 – 1001 г.)
В периода след Каролингите (започвайки от Вердюнския договор през 843 г.) гасталдатите, графствата и диоцезите на Тусция, избягали от контрола на далечната Каролингска империя, разкъсвана от наследствени конфликти, попадат под контрола на херцогския двор на Лука, управляван от Адалберт II и Берта Лотарингска. Висшите служители са подчинени на двора по договора за васалност. През 903 г. Адалберт успява да замени враждебно настроен управител и в седалището на Киузи с граф Ато, негово доверено лице.
През 915 г. Беренгар I е коронясан за император на Свещената Римска империя от папа Йоан X. Коронацията предизвиква съпротивата на Берта Лотарингска, която, оставайки вдовица на Адалберт, възнамерява да благоприятства издигането до императорски пост на първия си син Хуго Провански. Тя успява да създаде съюз от могъщи феодали срещу Беренгар. Съюзът включва, освен сина ѝ, нейните племенници Алберих и Марозия, херцозите на Сполето, Раул Бургундски и маркизите на Ивреа. Въоръженият сблъсък между фракцията на Берта и тази на Беренгар се състои през 923 г. близо до Фиоренцуола д'Арда и завършва с поражението на Беренгар. Беренгар е коварно убит през 924 г. Уреждането на сметките, инициирано от двора на Лука поради коронацията на Беренгар, също засяга папа Йоан, който, след като е обвинен, че е вкарал в Италия унгарски милиции, е хвърлен в затвора и е варварски убит от войници на сина на Берта, Гуидо, вече маркиз на Тусция и втори съпруг на Марозия.
След убийството на Беренгар същата аристокрация, което го подкрепя, взима страната на Хуго, който, след като разменя титлата на маркиз на Прованс с Раул Бургундски, на свой ред става крал на Италия. Той е коронясан в Павия през 926 г. След мистериозната смърт на Гуидо Марозия се омъжва за трети път за крал Хуго, нейния девер. С този брак Хуго се надява лесно да получи в Рим подкрепата на тускуланската фракция, близка до Марозия, за да постигне така жадуваната имперска номинация. Желанието му е разбито поради съпротивата на Алберих II, син на Марозия, който, затваряйки майка си, предотвратява номинацията на Хуго. Кралят, след като се оттегля в своя кралски двор в Лука, с обичайната си политика на централизиране дава началото на дълбока институционална реформа, назначавайки васали и служители в Тусция вече не като представители на маркиза - брат му Бозон, а като представители на Кралския двор. Назначенията на длъжностни лица се разширяват и в градовете Пиза, Флоренция и Сиена, подчинени на неговата власт.
Въпреки централизиращата и безскрупулна политика владението на крал Хуго не успява да се установи стабилно в цяла Тусция, нито да се разшири извън нейните граници. Вместо това се случва по-нататъшно разширяване с неговия наследник – синът му Хумберт, назначен за маркграф на Тусция през 936 г. и, благодарение на брака, сключен с херцогинята на Сполето Вила, херцог на Сполето и Камерино; той също е номиниран за пфалцграф от император Ото I, т.е. за представител на краля в Централна Италия. Правомощията му се разпростират върху териториите на Сиена, Арецо и Чита ди Кастело – територии, които дотогава остават извън контрола на предишните маркграфове..
Наследник на Хумберт в ръководството на маркграфството е, през 968 г., неговият син Хуго, верен служител на Ото III, администратор на Херцогство Сполето - Камерино (989 – 996), „Великият барон“ на Данте. Той, привърженик на църковната реформа, се запознава с важни религиозни личности като Свети Нил от Росано, Свети Ромуалд и Свети Бононий, на които дава обилни дарения. Според традицията маркизът, следвайки молбите на майка си Вила, чичо си Еверард (епископ-граф на Арецо) и съпругата си Джудита ди Киузи, успява да намери огромни финансови средства, които да използва в грандиозен строителен проект за „седемте императорски абатства", щедро обсипани с дарения. Започнатият проект не е завършен поради внезапната смърт на Хуго в Пистоя през 1001 г. С престижа, придобит благодарение на аристократичното родство, и със славата, придобита с началото на този скъп проект в момент на особена духовност и емоция, който на прага на хилядолетието преминава през цялата територия, маркизът печели достатъчен обществен консенсус, успявайки да консолидира господството си в цяла Тусция. С Маркиз Хуго политическият и културен център на маркграфството започва да премества институционалния си щаб от Лука във Флоренция. Дори и днес в Бадия Фиорентина (абатство), основана от майка му Вила, където са тленните останки на маркиза в гробницата на Мино да Фиезоле, всяка година на 21 декември (датата на смъртта му), в 11 сутринта, се празнува публична церемония в избирателното право на Хуго. След смъртта  му той е наследен от Бонифаций III от Тоскана (1002-1012) и Райнер от Тоскана (1014-1024). Хуго успява да консолидира своите граници и да увеличи значението на Флоренция. Тя зависи пряко от Свещената Римска империя, тъй като след самокоронацията на Ото I в Павия с желязната корона, Regnum Italicorum е директно присъединено към империята.

### Епохата на Каноса
Първият каносец, който става маркграф на Тоскана, е Бонифаций IV от Тоскана (бивш Бонифаций III от Каноса). Той е син на Теобалд от Каноса (син на Адалберт Ато, известен като Атон) и на Вила ди Уберто (дъщеря на Хумберт от Сполето, на свой ред син на Хуго от Арл). От баща си наследява графствата Модена, Реджо Емилия, Мантуа, Бреша, Ферара; от майка си контролът върху големи владения в Тоскана (между Флоренция, Лука, Пиза, Пистоя).
Той започва политическата си кариера през 1014 г., като помага на император Хайнрих II да свали италианския крал Ардуин от Ивреа, когото императорът не признава. През 1027 г. Бонифаций подкрепя кандидатурата на Конрад II от Германия за короната на Италия и императорската корона срещу други претенденти: Конрад II влиза в Италия, но намира  вратите затворени в Лука и така сваля от длъжност маркграфа на Тоскана Раниер, предавайки земи и титли в Бонифаций. Бонифаций провъзгласява Мантуа за столица на своето кралство, но градът не отвръща на жеста, оставайки му неверен. От втория му брак с Беатрис Лотарингска (1037 г.) са родени Беатриче и Федерико (който умира през 1053 г. в млада възраст, вероятно случайно отровен) и последна Матилда.
Бонифаций умира през 1052 г. в Сан Мартино дал Арджине или в гората на Спинеда по време на ловен излет; легендата разказва, че той е бил убит от ръцете на Скарпета де Каневари от Парма, но в биографията на Донизон не се споменава за насилствена смърт. Съпругата му се озовава сама начело на най-могъщото кралство на времето и почти веднага трябва да помисли дали да се омъжи отново за Годфрид Брадатия, господар на Централна Лотарингия и враждебен към императора. Императорът напразно се опитва да попречи на брака, за да не обедини земите на Годфрид с тези на Дом Каноса, които вече са толкова обширни, но служат само за приближаване на Каноса до папската политика в борбата за инвеститура.
Смъртта на Годфид (1069 г.) оставя Беатриче само с подкрепата на папата, а бракът на дъщеря ѝ Матилда с „гибелина“ Годфрид Гърбавия не допринася за изглаждане на политическите трудности. Започвайки от 1076 г., предвид почти едновременната смърт на нейния съпруг и майка, 30-годишната Матилда е единственият безспорен владетел на всички земи от Лацио до езерото Гарда, включително Маркграфство Тоскана. В спора за инвеститурата политиката на т. нар. „Велика херцогиня“ се обръща в полза на папството и впоследствие тя се омъжва за Велф V, херцог на Бавария ( 1089 г.), който вече е в конфликт с тогавашния император Хайнрих IV.
Когато Матилда умира през 1115 г., без да остави преки наследници, Дом Каноса е разпръснат и частично изчезнал. Тяхната огромна територия е разпръсната: някои замъци остават притежание на местни господари, други на потомците на Прангарда, сестра на Теобалд (дядото на Матилда), а трети дори са забравени във властов вакуум или просто са включени в папските територии.

### След Каноса
След смъртта на Гуидо Гера II (1124 г.) – осиновен син на „великата графиня“ Матилда, маркграфството е поверено на имперски викарии, избрани главно измежду германски благородници, като Хайнрих от Майнц (1163 – 1173), Конрад от Урзлинген (1193 – 1195) и Филип Швабски (1195 – 1197), които избират Сан Миниато за нов център на маркграфството; това служи за изостряне на борбата за инвеститурата в Тоскана, която през онези години вече се е превърнала в борба между комуните и империята. С течение на десетилетията фигурата на маркграфовете (или маркизите) и самата институция на маркизата се преръщат в нещо като налагане на император Фридрих I Барбароса в контраст със зараждащите се общински автономии.
По-специално в района на Тоскана се открояват автономиите на следните комуни:
- Арецо, с епископите-графове (от 1052 г.)
- Флоренция, автономна след смъртта на Матилда (1115 г.)
- Лука, автономна след смъртта на Матилда (1119 г.)
- Пиза, с търговия в Средиземно море (началото на XI век)
- Пистоя, свободна имперска комуна (от 1105 г.)
- Поджибонси, основан през 1155 г. и имперски град с Фридрих II (от 1120 г.)
- Прато, след обсадата на Матилда (1107 г.)
- Сиена, със свалянето на последния епископ-граф (1125 г.)
- Волтера, с падането на деспотичната светска власт на епископ-граф Галгано Панокиески (1171 г.)

През XIII и XIV век, когато автономията на комуните е достигнала своя връх, Маркграфство Тоскана се оказва остаряло и окончателно запада с раждането на първите синьории.

## Маркизи или маркграфове („херцози“) на Тусция или Тоскана (797 – 1197)

### Бонифации(797 – 931)
Бонифациите, произлезли от Бонифаций Баварски, първоначално са графове на Лука и разширяват властта си в съседните територии.
- 797 - 810 или 812ː Вихерам
- 810 или 812 – 823ː Бонифаций I Баварецът, споменат като дук (812) и граф (813)
- 812ː Ехерг, пфалцграф, базиран в Пистоя
- 823 - 833ː Бонифаций II
- 833 - 838ː Майнфридукс (нединастичен)
- 838 - 843ː Аган или Аганон (нединастичен)
- 843 - 884ː Адалберт I
- 884 - 915ː Адалберт II
- 915 - 929ː Гуидо
- 929 - 931ː Ламберт

### Бозониди (931 – 1001)
Бозонидите са роднини на италианския крал Хуго I Арлски, който им възлага задачата, след като премахва потомците на предишния дом. Графът на Тоскана Теодигрим от Тоскана – основател на фамилията Гуиди, също е активен в този период.
- 931 – 936ː Бозон
- 937 – 961ː Хумберт
- 961 – 1001ː Хуго Велики

### Хукполдинги
- 1002 – 1012ː Бонифаций III

### Нединастични (1014 – 1024)
- 1014 – 1024ː Раниер, потомък на Тевдегрим, основател на графовете Гуиди

### Да Каноса(1027 – 1115)
- 1027 – 1052ː Бонифаций IV
- 1052 – 1055ː Фридрих
- 1052 – 1076ː Беатрис от Бар, регентка на Фридрих и Матилда, като съпруга на Бонифаций IV
  - 1054 – 1069ː Годфрид I, като съпруг на Беатрис
  - 1069 – 1076ː Годфрид II, като съпруг на Матилда
- 1076 – 1115ː Матилда, по-известна като Матилда от Каноса
  - 1089 – 1095ː Велф, като съпруг на Матилда

### Гуиди (1115 – 1124)
Матилдa, тъй като е без наследници, осиновява Гуидо Гуера II от графовете Гуиди. След смъртта на Матилда нито един маркиз или викарий няма да може да упражнява реална власт над цяла Тоскана, която е разделена на множество автономни комуни.
- 1115 – 1124ː Гуидо Гуера II, осиновен син на Матилда
- 1116 – 1118ː Рабод, имперски викарий на Сан Миниато, последван от Конрад от Шайерн, който става маркграф след смъртта на Гуидо.

### Маркграфове с имперско назначение
- 1124 - 1126ː Конрад от Шайерн
- 1126 - 1152ː Улрих от Атемс (имперски викарий)
- 1129 - 1130ː Конрад от Шайерн
- 1130 - 1131ː Гуидо (като маркграф) и Хайнрих[13]
- 1131 - 1132ː Рампрет (имперски викарий)
- 1135 - 1139ː Хайнрих X Баварски (имперски викарий)
- 1135 - 1137ː Енгелберт III от Истрия
- 1152 - 1160ː Велф VI от Велфите от Бавария
- 1160 - 1167ː Велф VII от Велфите от Бавария
- 1167 - 1173ː Велф VI от Велфите от Бавария
- 1160 - 1163ː Архиепископ Райналд фон Дасел (имперски викарий)
- 1163 - 1173ː Архиепископ Кристиан фон Майнц (имперски викарий)
- 1193 - 1195ː Конрад от Урзлинген (бивш херцог на Сполето)
- 1195 - 1197ː Филип Швабски